# Annibale Boni
Annibale Boni (Cremona, 6 maggio 1824 – Pisa, 5 maggio 1905) è stato un politico e generale italiano.

## Biografia
Alla testa dei granatieri, il colonnello Annibale Boni come ufficiale partecipò alla battaglia di Custoza nel 1866.
Fu senatore del Regno d'Italia nella XVIII legislatura.

### Onorificenze italiane

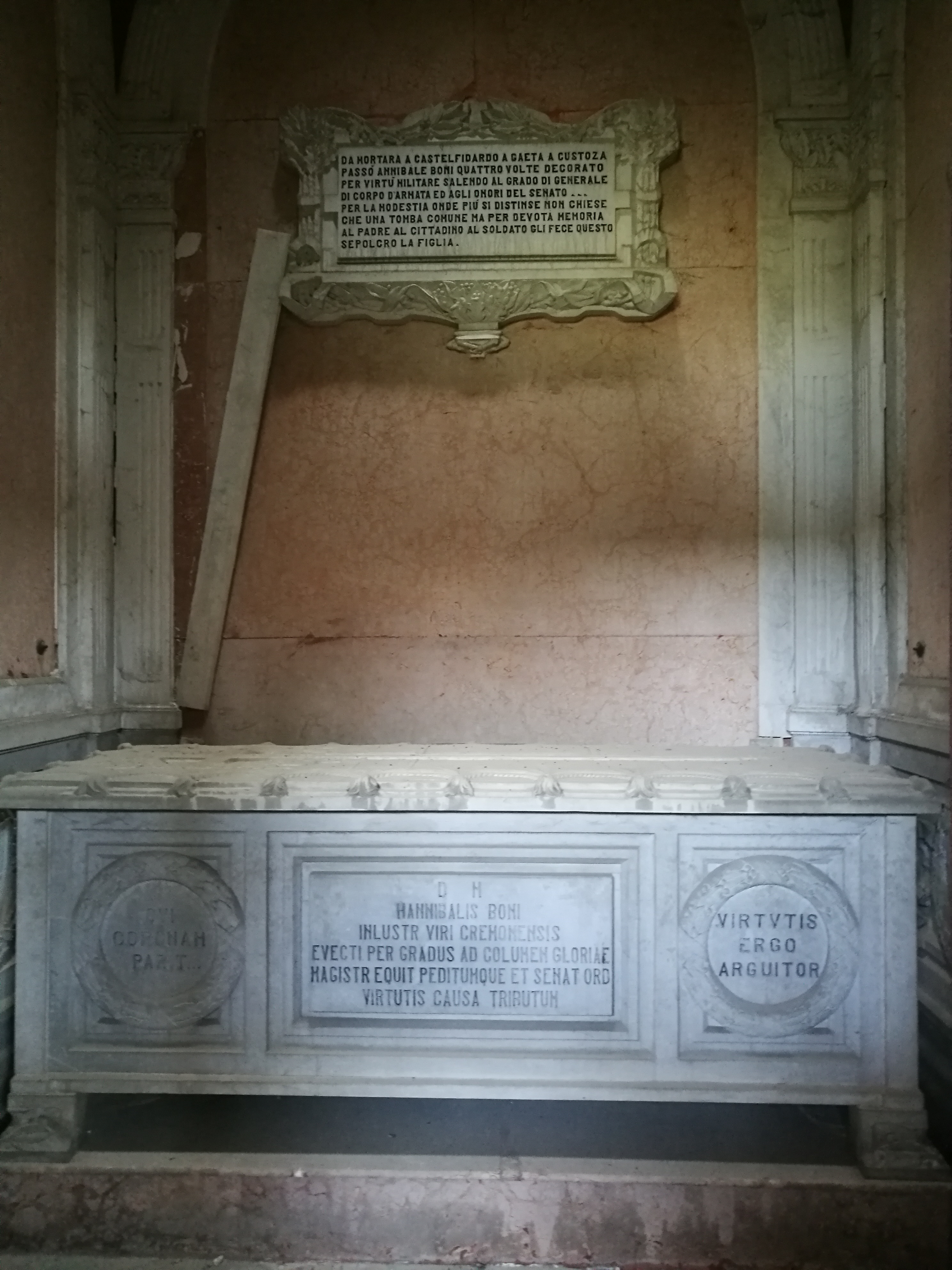
Cappella funebre posta nel Cimitero Suburbano di Pisa